# Spathius aspersus
Spathius aspersus är en stekelart som beskrevs av Chao 1978. Spathius aspersus ingår i släktet Spathius och familjen bracksteklar. Inga underarter finns listade i Catalogue of Life.